# Dmitri Kossov
Pour les articles homonymes, voir Kossov.
Dmitri Alekseyevich Kossov (né le 28 septembre 1968 à Vladivostok) est un athlète russe spécialiste du sprint.

## Biographie

### Palmarès
| Date | Compétition                    | Lieu              | Résultat | Épreuve   | Performance   |
| ---- | ------------------------------ | ----------------- | -------- | --------- | ------------- |
| 1993 | Championnats du monde          | Stuttgart         | 5e       | 4 x 400 m | 3 min 00 s 44 |
| 1994 | Goodwill Games                 | Saint-Pétersbourg | 3e       | 4 x 400 m | 3 min 02 s 70 |
| 1994 | Championnats d'Europe          | Helsinki          | 3e       | 4 x 400 m | 3 min 03 s 10 |
| 1997 | Championnats du monde en salle | Paris             | 4e       | 4 x 400 m | 3 min 09 s 75 |

### Records
| Épreuve    | Performance       | Lieu        | Date         |
| ---------- | ----------------- | ----------- | ------------ |
| 200 mètres | 20 s 94 (20 s 7h) | Vladivostok | 14 mai 1995  |
| 400 mètres | 45 s 53           | Moscou      | 17 juin 1995 |